# Czarny Staw pod Rysami

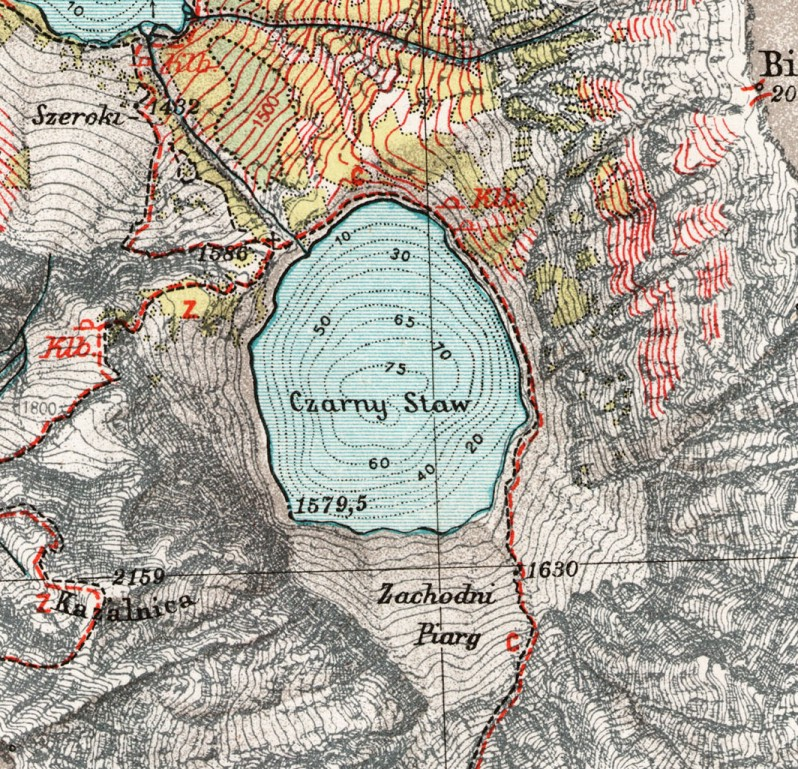
Czarny Staw na mapie topograficznej z 1938

Czarny Staw pod Rysami lub Czarny Staw nad Morskim Okiem (słow. Čierne pleso nad Morským okom, niem. Meerauge, węg. Tengerszem) – tatrzańskie jezioro położone w kotle polodowcowym w Dolinie Rybiego Potoku.
Cienie rzucane przez szczyty oraz występująca w wodzie sinica Pleurocapsa polonica i Pleurocapsa minor nadają jezioru ciemny, nieomal czarny kolor, co ma odzwierciedlenie w jego nazwie. Jest to najdalej wysunięte na południe jezioro w Polsce.

## Topografia
Zbliżone kształtem do koła jezioro położone jest na wysokości 1583 m, czyli 188 m wyżej niż lustro Morskiego Oka. Powierzchnia Czarnego Stawu wynosi ok. 20,64 ha, głębokość maksymalna – 76,4 m (drugie miejsce w Tatrach, czwarte w Polsce), pojemność – 7 761 700 m³ wody. Jezioro jest zamknięte wyraźnym progiem skalnym, budowanym przez mocno wygładzone przez egzarację skały. Jest to efekt działań lodowca, który utworzył w tym miejscu tzw. mutony (ta forma skalna nazywana jest też barańcem). Przez próg spadają niewielkimi kaskadami wody Czarnego Stawu, tworząc wodospad nazywany Czarnostawiańską Siklawą.
Bezpośrednio nad jeziorem wznoszą się ściany Kazalnicy (wysokość ściany wynosi 576 m). Kocioł Czarnego Stawu otacza grań od Mięguszowieckiego Szczytu Czarnego przez Wołowy Grzbiet, Rysy, Niżnie Rysy i Żabią Grań z Żabim Szczytem Wyżnim, Żabim Mnichem aż po Owcze Turniczki.

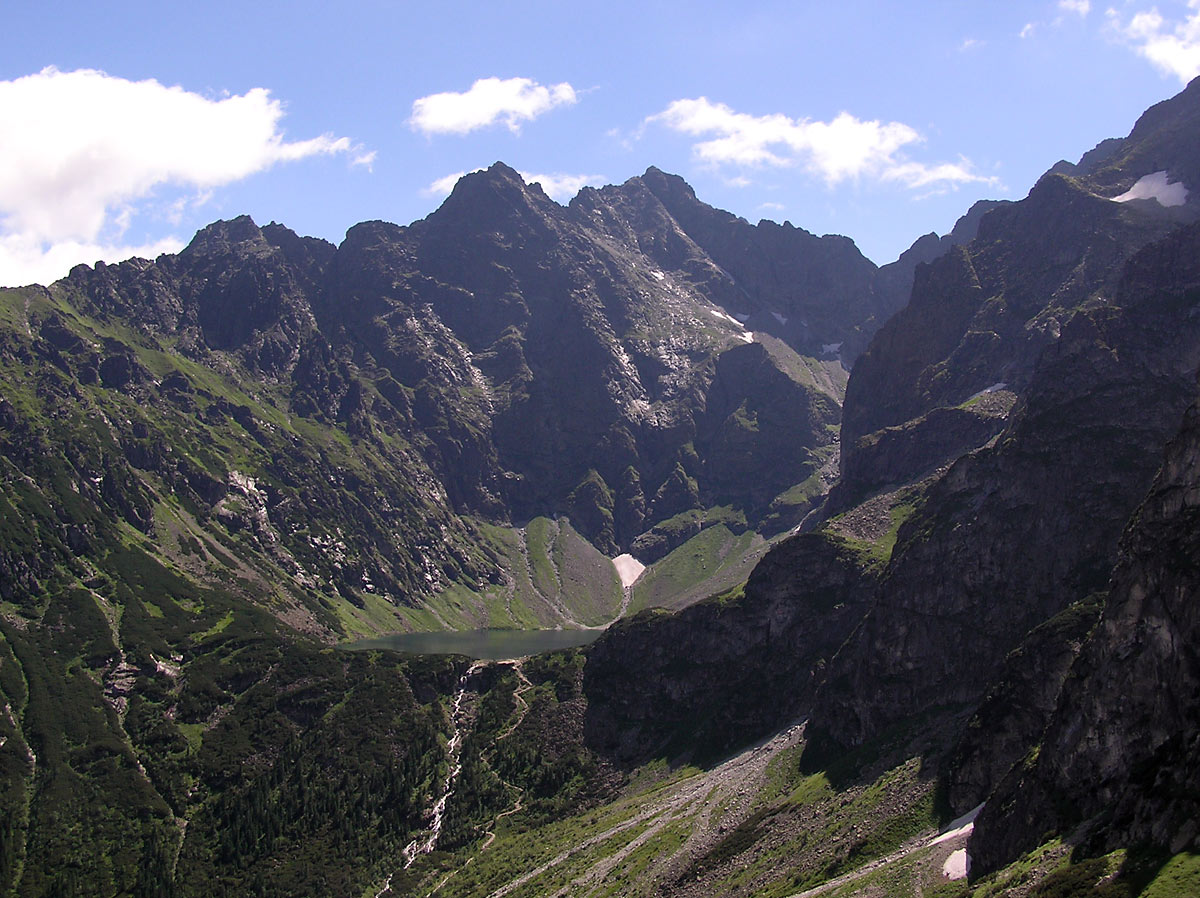
Kar Czarnego Stawu otoczony ścianami Niżnich Rysów i Kazalnicy (dokładniejszy opis)
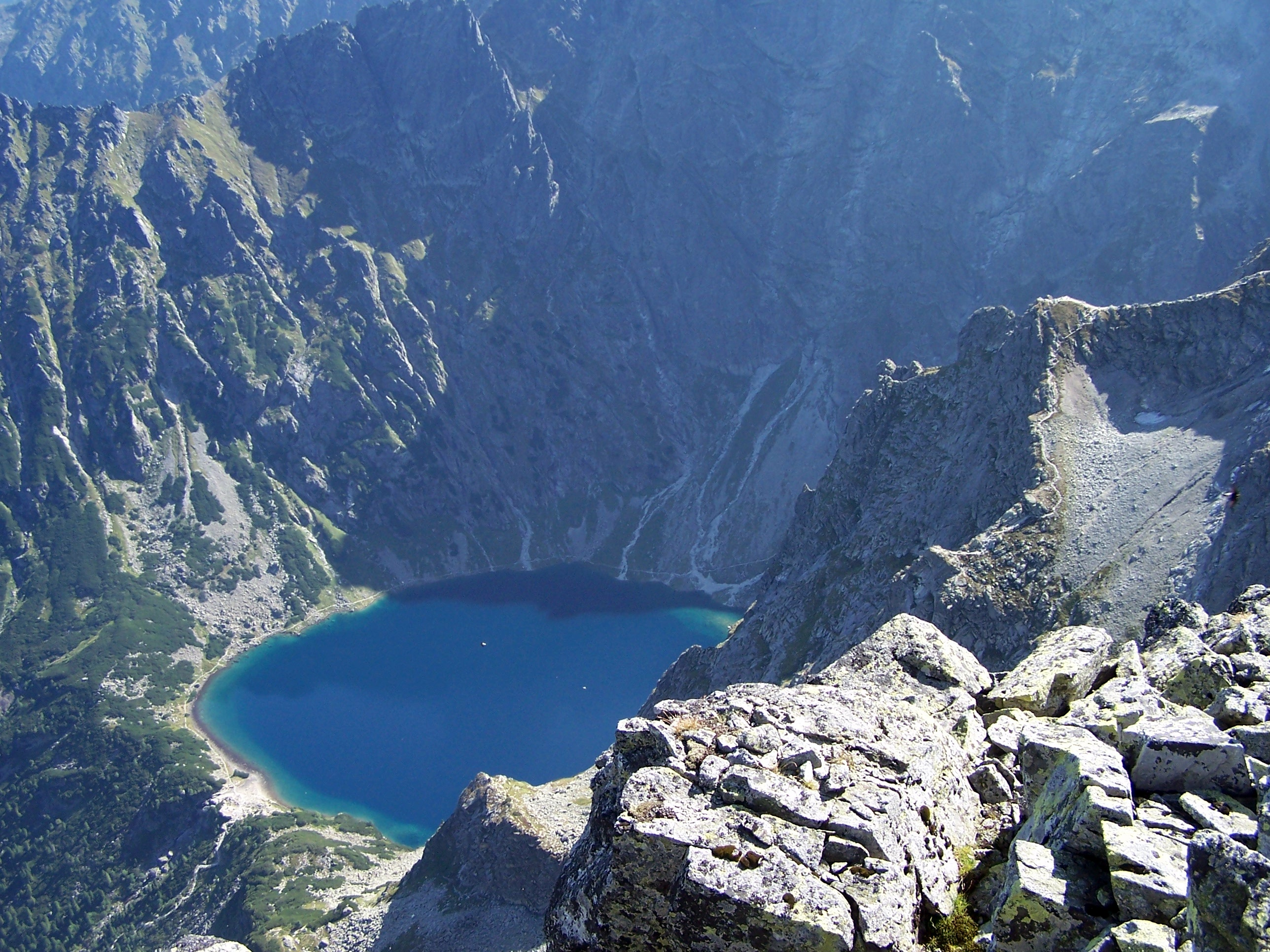
Widok z Mięguszowieckiego Szczytu
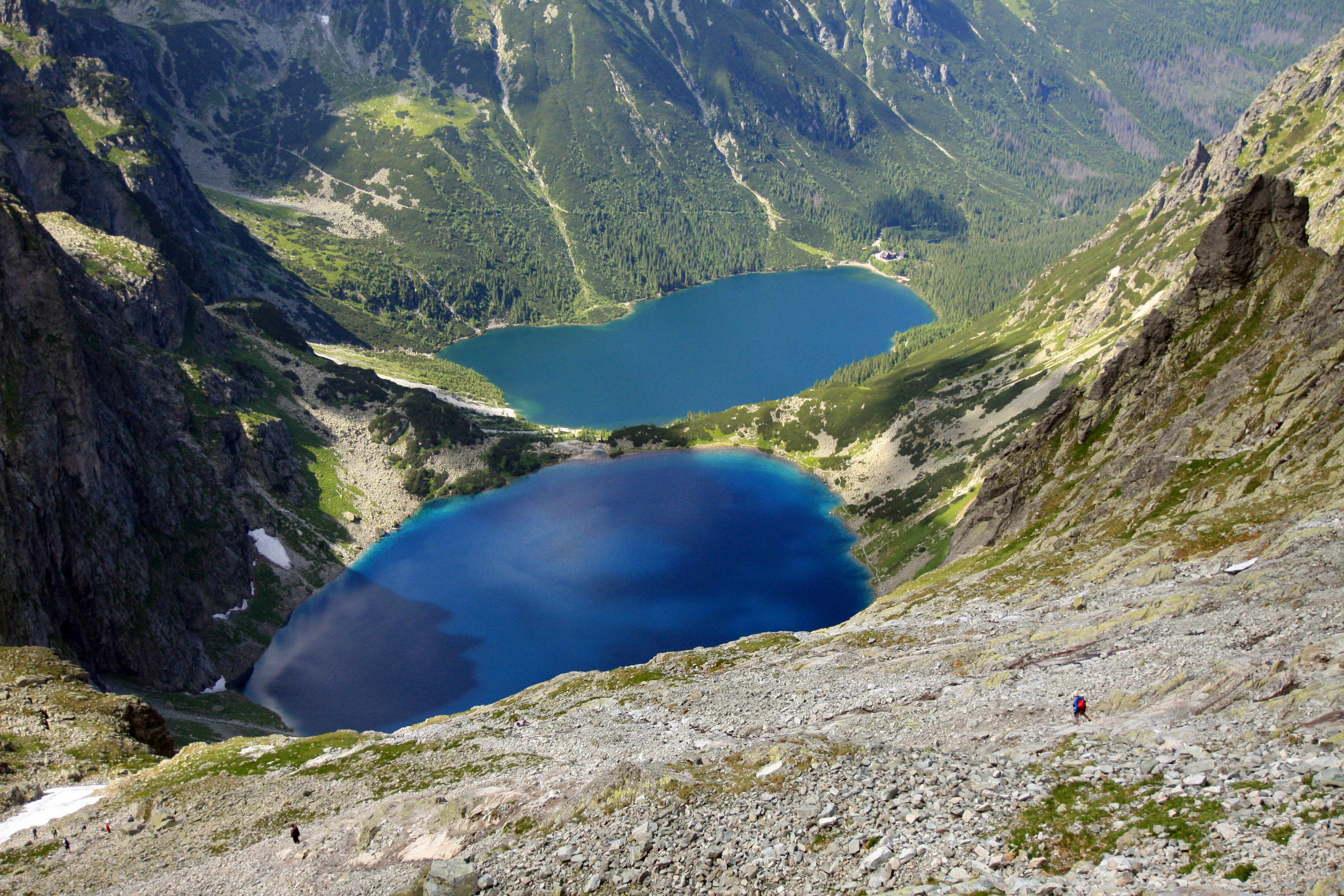
Czarny Staw i Morskie Oko
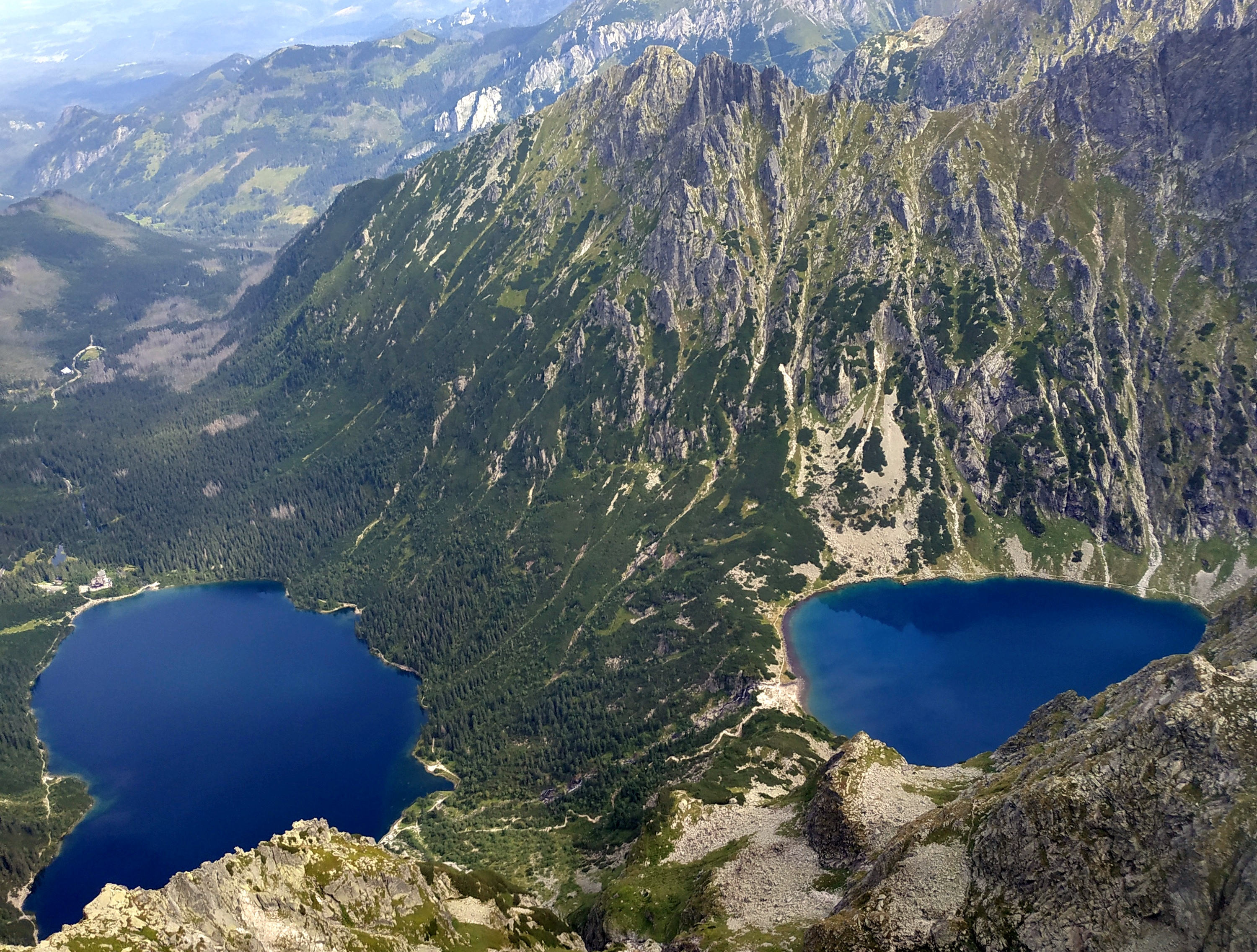
Morskie Oko i Czarny Staw

## Przyroda
Już od 1883 próbowano zarybiać jezioro pstrągami z Morskiego Oka, jednak bezskutecznie. Jest to jezioro wybitnie oligotroficzne: surowe warunki życiowe i przede wszystkim brak pożywienia uniemożliwiają pstrągom życie. Jezioro to zamarza przeważnie w październiku – listopadzie, a taje w miesiącach maj – lipiec. W miesiącach letnich temperatura wody waha się w granicach 7–11,5 °C. Nad brzegami zacienionymi potężnymi ścianami grani głównej panuje chłód nawet w czasie największych upałów. Wincenty Pol pisał: „Nie darmo tak go nazwano, jest to kraina śmierci”. Eugeniusz Janota w swym Przewodniku w wycieczkach na Babią Górę, do Tatr i Pienin (1860) stwierdził, iż jest to „najposępniejszy ze wszystkich stawów Tatr polskich”. W podobnym tonie wyraził się Bogusz Stęczyński w swoim poemacie „Tatry w dwudziestu czterech obrazach” (1860): „O tysiąc stóp wyżéj Morskiego-oka, tego El-dorada Galicyi, leży Czarny-staw, daleko mniejszy, ale więcéj głębszy, zupełnie ponury, pustemi otoczony skałami”.
Mimo to na brzegach stawu występuje interesująca flora. M.in. stwierdzono tutaj występowanie skalnicy odgiętolistnej, mietlicy alpejskiej, sita trójłuskowego, turzycy Lachenala i wiechliny tatrzańskiej – gatunków roślin w Polsce występujących tylko w Tatrach i to w niewielu miejscach, a także turzycy skąpokwiatowej w Polsce z rzadka występującej tylko w Karpatach i Sudetach.

## Historia
Wody Czarnego Stawu w 1804 r. były badane przez Stanisława Staszica (mierzył głębokość jeziora i temperaturę wody). Dokładniejsze pomiary wykonał Eugeniusz Klemens Dziewulski w 1879 r.
Jak pisał Eugeniusz Janota „W zachodniej stronie tego stawu postawiono żelazny krzyż na pamiątkę bytności tamże Grzegorza Zieglera, biskupa tynieckiego i tarnowskiego (zm. w Lincu 1852). Na żelaznej płycie znajdował się napis: »Hic non plus ultra, non supra nisi in cruce D. N. J. Christi. 1823«”. Wielka Encyklopedia Tatrzańska podaje, że na krzyżu figurowała data „1835”. Krzyż ten, odlany z tatrzańskiego żelaza w zakopiańskich Kuźnicach, ustawiono w 1836 r. staraniem ówczesnego proboszcza z Poronina. Janusz Chmielowski w „Przewodniku po Tatrach” pisze na ten temat tak: „Krzyż ten ufundowany przez biskupa tynieckiego Grzegorza Zieglera na pamiątkę jego bytności w r. 1823 nad Morskim Okiem, znajdował się pierwotnie nad brzegiem Morskiego Oka i dopiero w r. 1836 przeniesiony został nad Czarny Staw”.
Zimą nad Czarny Staw jako pierwsi dotarli ks. Walenty Gadowski, Bolesław Łazarski i Jakub Gąsienica Wawrytko starszy (31 grudnia 1910). Staw i widoki znad niego były od dawna podziwiane przez turystów. Węgierski alpinista Mór Déchy pisał: „jest to najpiękniejsza sceneria jeziorna w całych Tatrach”.

## Szlaki turystyczne
– szosą do schroniska PTTK przy Morskim Oku, dalej wschodnim brzegiem Morskiego Oka na próg Czarnego Stawu i na wierzchołek Rysów.
- Czas przejścia ze schroniska nad Morskim Okiem nad Czarny Staw: 50 min (↓ 40 min)
- Czas przejścia z rozstaju szlaków nad Czarnym Stawem na Rysy: 3 h (↓ 2:30 h)

 – znad Czarnego Stawu na Kazalnicę i Mięguszowiecką Przełęcz pod Chłopkiem (2:30 h, ↓ 2 h)